# Andorra Club de Fútbol
El Andorra Club de Fútbol es un club  de fútbol español de la villa de Andorra (Teruel). Fue fundado en 1956 y compite actualmente en la Tercera Federación (Grupo XVII).

## Historia
Andorra se encuentra en la sierra de Arcos, un territorio minero en su día importante. Así que la empresa minera y petroquímica Empresa Nacional Calvo Sotelo (ENCASO) estableció sus actividades en la ciudad durante la posguerra. Con su llegada vinieron empleos, trabajadores migrantes y nuevas instalaciones comunales. El primer club de la ciudad, que también se llamó Andorra Club de Fútbol, utilizó las instalaciones a la hora de competir en las ligas regionales en los primeros años de la década de los cincuenta. La Calvo Sotelo estaba demostrando ser de una influencia cada vez mayor en la ciudad y en 1957, formaron el Club Deportivo Andorra, que inmediatamente sustituyó al extinto Andorra Club de Fútbol. Gracias al patrocinio de la empresa, el club hizo brevemente su cometido en la liga regional y debutó en Tercera en 1958. El club adoptó el título de Club Deportivo Calvo Sotelo en 1959 y jugó en el campo de fútbol Calvo Sotelo, que se había abierto cuando se formó el club. En las próximas veinte temporadas el C. D. Calvo Sotelo permaneció en Tercera, ganando un par de títulos por el camino, pero nunca daría el salto al siguiente nivel. Esto cambió en 1981, cuando bajo el nombre de club de Endesa-Andorra con el patrocinio de la eléctrica Endesa. Llegaron nuevos aires al club, primero en la Copa del Rey derrotaron al Real Zaragoza, después terminó subcampeón en la liga y eliminó a los mallorquines de la U. D. Poblense para asegurar su plaza en Segunda B. Así el Endesa jugó en Segunda B durante 14 de las siguientes 17 temporadas, y aunque por lo general ocuparon la parte baja de la tabla, hubo excepciones como el cuarto puesto en la 84-85 y la 87-88. El Andorra C. F. finalmente regresó a Segunda B veintitrés temporadas más tarde, en 2011, al eliminar en la final de play-off a la Sociedad Deportiva Noja.
Fechas reseñables
- 1956: Fundación del  Club Deportivo Andorra.
- 1957: El C. D. Andorra es inscrito en la Federación Aragonesa de Fútbol.
- 1957-58: Ascenso a Tercera División.
- 1959-60: El Club Deportivo Andorra pasa a denominarse Club Deportivo Calvo Sotelo.
- 1963-64: Campeón de Tercera División. Liguilla de ascenso a Segunda División. Se vence al Compostela y se pierde con el Baracaldo.
- 1964-65: Campeón del Grupo V de la Tercera División. Liguilla de ascenso a Segunda División. Se vence al Albacete y se pierde con la U. D. Lérida.
- 1965-66: El Club Deportivo Calvo Sotelo pasa a denominarse Calvo Sotelo Andorra. Subcampeón del grupo 5.º de la 3.ª división. Liguilla de ascenso a Segunda División. Se vence al Rayo Cantabria y al Díter Zafra, se pierde con el Ceuta.
- 1970-71: Partido ante Osasuna en la última jornada. Si perdía el Andorra, descendía y si ganaba Osasuna, ascendía. Se ganó por (2-1) en un partido para el recuerdo, con el pueblo tomado por la afición pamplonica. Aun así el Andorra tuvo que disputar la promoción de descenso contra el Pegaso. Se ganó por el global de (2-1).
- 1972-73: El Calvo Sotelo Andorra, pasa a denominarse Club Endesa-Andorra.
- 1979-80: El Club Endesa-Andorra, pasa a denominarse Club Endesa Andorra (retirándose simplemente dicho guion). Primera participación en la Copa del Rey.
- 1980-81: Segundo clasificado en Tercera División. Ascenso a Segunda División B, ganando al Valladolid Promesas y al Poblense. Se eliminó al Real Zaragoza en la Copa del Rey (1-1) y (2-1), siendo el Real Zaragoza en aquel momento líder invicto de la Primera División.
- 1983-84: Campeón de Tercera División y ascenso directo a Segunda División B. Retirada futbolística de Jesús Gracia Romero, "Cani", jugador que más partidos ha disputado con la elástica minera, padre de Rubén Gracia Calmache, "Cani", talentoso jugador del Real Zaragoza, Villarreal, Deportivo de La Coruña o Atlético de Madrid.
- 1986-87: Campeón de Tercera División y ascenso directo a Segunda División B.
- 1991-92: Campeón de Tercera División y ascenso a Segunda División B, ganando la liguilla al Amorebieta, Artajonés y Marina de Cudeyo.
- 1994-95: Campeón de Tercera División y ascenso a Segunda División B, ganando la liguilla al Zalla, Burladés y Bezana.
- 1996-97: Tercer clasificado en Tercera División y ascenso a Segunda División B, ganando la liguilla al Velarde, Touring de Rentería y Chantrea.
- 1998-99: Campeón de la 3.ª división. Liguilla de ascenso con el Alavés Aficionados, Logroñés "B" y Ribamontán. No se logra el ascenso.
- 1999-00: Tercer clasificado de la Tercera División. Liguilla de ascenso frente al Lemona, Durango y Peña Sport de Tafalla. No se logra el ascenso.
- 2001-02: El Club Endesa Andorra, pasa a denominarse Andorra Club de Fútbol.
- 2003-04: Tercer clasificado en Tercera División, eliminado en la fase de ascenso por el Tropezón de Tanos en los penaltis (9-8) tras lanzarse 18 penaltis.
- 2005-06: Tercer clasificado de la Tercera División. Eliminado en la fase de ascenso por el Gernika.
- 2006-07: Tercer clasificado de la Tercera División. Se elimina al Getafe "B" y se pierde con el Ibiza.
- 2010-11: Campeón de la Tercera División. Se consigue el ascenso a Segunda División B, eliminando al Noja. El héroe de la eliminatoria fue el exjugador del Real Zaragoza, Goran Drulić, autor de los goles que le dieron al Andorra el ascenso por (1-0) y (1-1).
- 2011-12: Se elimina en la Copa del Rey al Lleida (3-1) y al Marino de Luanco, tras el empate (2-2), se pasa de ronda en la tanda de penaltis. Se cae eliminado en tercera ronda ante el San Roque de Lepe por 1-3. 17.º Clasificado y descenso a Tercera.
- 2012-13: Subcampeón de Liga empatando a 84 puntos con el Sariñena. El Andorra no ganó la liga por una diferencia de 4 goles en la media de goles general. En el play off de ascenso cae eliminado ante el Jumilla, 4.º clasificado del grupo murciano. 1-1 en la ida y en la vuelta. Pasó el Jumilla en penaltis.
- 2016-17: Desciende a categoría Regional Preferente.
- 2023-24: Asciende a Tercera Federación.

## Estadio
Inaugurado en 1956 con la creación del mismo club de fútbol el terreno de juego es todavía hoy el de antaño, aunque remodelado y modernizado, con el nombre del expresidente del club Juan Antonio Endeiza.

## Uniforme
- Primera equipación: Camiseta blanca, pantalón blanco, medias blancas.
- Segunda equipación: Camiseta negra con una franja blanca, pantalón naranja, medias naranjas.
- Tercera equipación: Camiseta azul, pantalón naranja, medias naranjas.
- Uniforme del 50 Aniversario: Camiseta negra con una franja blanca, pantalón y medias naranjas.

## Entrenadores
Cronología de los entrenadores
| - 1981-1982: Pedro Lasheras. - 1982-1984: Rafael Teresa. - 1984-1986: Adolfo Pérez Marañón. - 1987-1990: Pedro Aróstegui. - 1990-1991: Pedro Lasheras. - 1992-1993: Pedro Aróstegui. - 1993-1993: Ángel Alastuey. - 1993-1996: José Luis Iranzo. |  | - 1996-1996: Víctor Pinilla. - 1996-1997: Juanjo Díaz. - 1997-1997: Juan Carlos Garde. - 1997-1998: José Luis Iranzo. - 2004-2007: Emilio Larraz. - 2007-2007: José Ignacio Soler. - 2009-2011: Pascual Sanz. - 2011-2012: Gori Silva. |  | - 2013-2016: Moisés Gutiérrez. - 2016-2016: David Lázaro. - 2016-2017: Fernando Campillo. - 2017-2018: Daniel Bruna. - 2018-2019: Yvo Serrano. - 2019-2022: Eduardo Rodríguez. - 2022-2023: Yvo Serrano. - 2023-presente: Carlos Gil. |

## Datos del club
- Temporadas en Segunda División B / Segunda Federación: 14.
- Temporadas en Tercera División / Tercera Federación: 43.
- Mejor puesto en liga: 4.º en Segunda B (temporadas 1984-85 y 1987-88).
- Peor puesto en liga: 20.º en Segunda B (temporada 1995-96).
- Participaciones en la Copa del Rey: 10.
- Mejor puesto en Copa del Rey: 3.ª ronda (en 4 ocasiones).
- Más partidos entrenados: Aróstegui (160), Lasheras (115), Iranzo (89).
- Más partidos disputados: Lipe (287), Javi García (282).
- Más minutos: Artigas (23.502), Lipe (22.930), Chamarro (19.571).
- Más goles: Javi García (147), Emilio (58), Baeta (55), Lacambra (42).
- Más goles en una sola temporada: Javi García (28 en la 2005-06), Morales (18 en la 2011-12), Emilio (18 en la 1982-83).
- Extranjero con más partidos disputados: Drulić (15).
- Expulsado más veces: Chamarro (9).
- Más temporadas en el equipo:  Lipe (10), Javi García (8).
- Mayor goleada conseguida:
  - En casa: Andorra C. F. 5-0 S. D. Compostela (1981-82).
  - Fuera: Gimnàstic de Tarragona 0-4 Andorra C. F. (1985-86).
- Mayor goleada encajada:
  - En casa: Andorra C. F. 0-5 Deportivo Alavés (1993-94).
  - Fuera: UDA Gramenet 9-1 Andorra C. F. (1995-96).

## Palmarés

### Campeonatos nacionales
- Tercera División de España (7): 1963-64 (Grupo 5), 1964-65 (Grupo 5), 1986-87 (Grupo 16), 1991-92 (Grupo 16), 1994-95 (Grupo 16), 1998-99 (Grupo 16), 2010-11 (Grupo 17).
- Subcampeón de la Tercera División de España (4): 1965-66 (Grupo 5), 1980-81 (Grupo 4), 2012-13 (Grupo 17), 2015-16 (Grupo 17).

### Campeonatos regionales
- Copa Federación (Aragón) (1): 1996-97.
- Regional Preferente de Aragón (2): 1974-75, 2023-24 (Grupo 2).
- Primera Regional de Aragón (1): 1957-58.
- Subcampeón de la Regional Preferente de Aragón (1): 1976-77.